# Мундибаш
Мундиба́ш (рос. Мундыбаш) — селище міського типу у складі Таштагольського району Кемеровської області, Росія. Адміністративний центр Мундибаського міського поселення.

## Населення
Населення — 5097 осіб (2010; 6019 у 2002).